# USIA
USIA (fork. for Uprawlenije Sowjetskim Imuschtschestwom w Awstriji (forvaltning af sovjetisk ejendom i Østrig)) var et sovjetisk selskab, der bestod af mere end 300 virksomheder, som var beslaglagt i den sovjetiske besættelseszone i Østrig fra Nazi-Tyskland i 1946. Grundlaget for disse handlinger var Potsdamtraktaten, der tillod besættelsesmagterne at hente krigsskadeerstatning i deres respektive zoner.

## Omfang af USIA-koncernen
Blandt de beslaglagde koncerner i USIA var bl.a.:
- Virksomheder under Deutsche Erd- und Steinwerke GmbH Berlin (DEST) omkring den tidligere koncentrationslejr Mauthausen-Gusen
- Lokomotivfabrik Floridsdorf,
- det østrigske Brown Boveri AG
- AEG-Union
- Osram-glødepærer
- Porr AG
- Raxwerke Wiener Neustadt
- Brunner Glasfabrik i Brunn am Gebirge
- KBA Mödling Maria Enzersdorf
- Wiener Dianabad og andre småvirksomheder
- Rosenhügel-Filmstudios

Mange af Østrigs nøgleindustrivirksomheden var truffet af denne sovjetiske forordning. Virksomhederne blev trukket ud af den statslige indflydelse og blev udelukkende kontrolleret af den sovjetiske besættelsesmagt. Udenforstående fik dermed ikke længere indblik i virksomhederne, og først fra 1955 efter Østrigs selvstændighed kunne man atter danne sig et klart billede over disse dem. Der var beskæftiget mere end 53.000 medarbejdere i USIA-virksomhederne.
USIA blev bestyret fra Wien, og måtte rette sig efter planer fra Moskva. De fleste virksomheder blev dog drevet efter markedsøkonomiske principper. USIA betalte de ansatte godt og var imødekommende overfor arbejdermedbestemmelse. Ydermere var den østrigske befolkning generelt tilfredse med USIA-virksomhederne, da priserne i USIA-forretningerne lå under de priserne, der normalt blev forlangt på det frie marked.
USIA kunne endvidere præstere virksomhedsbørnehaver i en tid, hvor børnehaver ikke var udbredt i Østrig.

## Andre sovjetisk kontrollerede virksomheder
Andre sovjetisk kontrollerede virksomheder udenfor rammerne af USIA var bestemt gennem den såkaldte Befaling nr. 17 af generaloberst Kurassow:
- Den nuværende mineralolie-industri OMV AG, det daværende SMV (Sowjetische Mineralölverwaltung) med ca. 7.800 ansatte
- Donau-dampskibsfartsselskabet Erste Donau-Dampfschiffahrts-Gesellschaft med ca. 1.600 ansatte.

## Slutningen på USIA
Efter den Østrigske Statstraktat i 1955 blev USIA-virksomhederne givet tilbage til Østrig indenfor seks år gennem med en betaling på end 150 mio. dollars. Denne krigsskadeerstatning kunne også ske gennem vareleverancer. Ydermere måtte Østrig alene for tilbageleveringen af olie- og gasfelter betale 200 mio. dollars i form af olieleverancer til den daværende Sovjetunion.